# Carlos García Camader
Carlos Enrique García Camader (Lima, Perú, 14 de agosto de 1954) es un sacerdote peruano. Fue Obispo Auxiliar de Lima y actualmente Obispo de Lurín, actualmente presidente de la Conferencia Episcopal Peruana desde enero de 2025.

## Biografía
Fue ordenado sacerdote el 8 de diciembre de 1981. Fue Rector del Seminario Mayor Santo Toribio de Mogrovejo, desempeñándose simultáneamente, como Secretario Ejecutivo de la Comisión Episcopal de Seminarios y Vocaciones del Comité de Vocaciones de la Arquidiócesis de Lima. Ha sido Vicerrector y posteriormente Rector del Seminario Propedéutico “Casa de Nazareth”, en Barranco.

## Episcopado
El 16 de febrero de 2002 fue nombrado Obispo Titular de Villamagna en Proconsulari y Obispo auxiliar de Lima, recibiendo la ordenación episcopal el 7 de abril de ese mismo año. El 17 de junio de 2006, el Papa Benedicto XVI lo nombra Obispo de Obispo de Lurín, reemplazando a José Ramón Gurruchaga Ezama, SDB, tomando posesión de la sede episcopal el 23 de julio de ese mismo año.

### Presidencia de la CEP
La Conferencia Episcopal Peruana anunció este miércoles 22 de enero de 2025 la elección de García Camader como su presidente para el periodo 2025-2028, después de haber integrado la comisión que recibió los testimonios de abusos contra el grupo apostólico Sodalicio que determinaron su disolución por parte del papa Francisco.